# 瑞士罗曼德管弦乐团

瑞士罗曼德管弦乐团Logo

瑞士罗曼德管弦乐团（法語：Orchestre de la Suisse Romande，OSR）是一支位于瑞士日内瓦的交响乐团。

## 简介
乐团由指挥家恩奈斯特·安塞美和政治家保罗·拉什纳尔（Paul Lachenal）于1918年创建，乐队成员起初来自瑞士和周边邻国。安塞美在1918年至1967年间担任音乐总监，长达49年，在他的带领下，瑞士人的比例至1946年逐渐增长到80%。1938年，洛桑的一家广播交响乐团并入，乐团开始经常广播音乐会。
瑞士罗曼德管弦乐团和迪卡唱片有长期的合作，录制了超过300张唱片。该团首演了阿尔蒂尔·奥涅格、弗朗克·马丁等瑞士作曲家的不少作品，他们常演出的地点包括日内瓦的维多利亚大厅和日内瓦大剧院。

## 历任音乐总监
- 恩奈斯特·安塞美（1918－1967年）
- 保罗·克莱茨基（波兰语：Paweł Klecki）（1967－1970年）
- 沃尔夫冈·萨瓦利希（1970－1980年）
- 霍斯特·施泰因（德语：Horst Stein）（1980－1985年）
- 阿明·约丹（法语：Armin Jordan）（1985－1997年）
- 法比奥·路易斯（英语：Fabio Luisi）（1997－2002年）
- 平夏斯·斯坦伯格（英语：Pinchas Steinberg）（2002－2005年）
- 马雷克·亚诺夫斯基（2005－2012年）
- 尼姆·耶尔维（2012－2015年）
- 乔纳森·诺特（英语：Jonathan Nott）（2017年）